# 岩屋站 (佐賀縣)

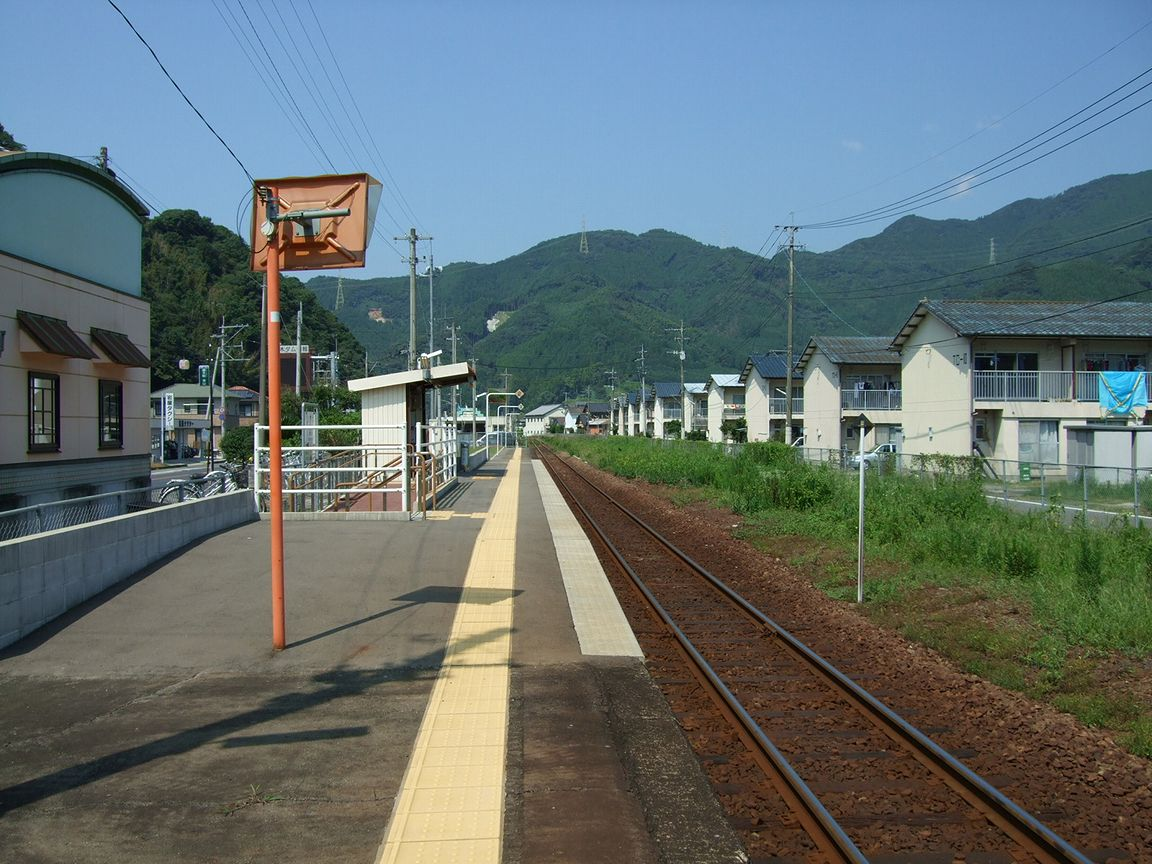
月台。後方為唐津方向路軌，前方為久保田方向路軌。圖中左邊設有候車室

岩屋站（日语：／ Iwaya eki */?）是位於佐賀縣唐津市嚴木町本山，九州旅客鐵道（JR九州）的唐津線車站。

## 車站構造
車站是一座地面車站，設有1面1線的單式月台。此站設有候車室，在1998年建成，候車室名為「風舍」。在站名板後方，設有由當地嚴木出身的畫家，中島潔繪畫的岩屋站畫像（畫像可參見資訊櫃欄的相片左方）。
此站曾經運送煤炭，因此此站曾經設有多條貨物專用路軌以及儲煤料斗。當時從此站出發列車設有貨物列車和客貨混合列車。現時以上設施變為消防署和停車場等設施，已經看不見昔日影子。

## 歷史
- 1899年6月13日：唐津興業鐵道（後來為唐津鐵道（日语：唐津鉄道））山本站至嚴木站之間開通，此站啟用。當時此站名為本山站（日语：／）[1]。
- 1902年2月23日：唐津鐵道被九州鐵道合併[2][3]。
- 1903年11月1日：車站改名為岩屋站。
- 1907年7月1日：九州鐵道（第一代）被國有化，成為帝國鐵道廳車站[4][5][6]。
- 1987年4月1日：隨國鐵分割民營化，車站由九州旅客鐵道（JR九州）營運[7]。
- 2019年7月：改為無人車站。

## 使用狀況
最近一次錄得每天平均使用人數為2013年度，2014、2015年度均再沒有車站的使用數據；又JR九州自2016年度起只公佈首300位最高日均使用量後，本站在2016年度因日均使用人數超過100人，因而被收錄於排行榜後的附錄表內；但自2017年度起，日均使用人數持續少於100人次，所以連被收錄於排行榜後的附錄表內也沒有。
| 乘車人次變化 | 乘車人次變化 | 乘車人次變化 |
| 年度         | 1日平均人次  | 出處         |
| ------------ | ------------ | ------------ |
| 2000         | 148          | [ 統計 1 ]   |
| 2001         | 149          | [ 統計 1 ]   |
| 2002         | 146          | [ 統計 1 ]   |
| 2003         | 144          | [ 統計 1 ]   |
| 2004         | 144          | [ 統計 1 ]   |
| 2005         | 142          | [ 統計 1 ]   |
| 2006         | 132          | [ 統計 1 ]   |
| 2007         | 131          | [ 統計 1 ]   |
| 2008         | 140          | [ 統計 1 ]   |
| 2009         | 138          | [ 統計 1 ]   |
| 2010         | 128          | [ 統計 1 ]   |
| 2011         | 134          | [ 統計 1 ]   |
| 2012         | 122          | [ 統計 1 ]   |
| 2013         | 113          | [ 統計 1 ]   |
| 2014         | 112          | [ 統計 2 ]   |
| 2015         | 113          | [ 統計 3 ]   |
| 2016         | >100         | [ 統計 4 ]   |
| 2017         | <100         | [ 統計 5 ]   |
| 2018         | <100         | [ 統計 6 ]   |
| 2019         | <100         | [ 統計 7 ]   |
| 2020         | <100         | [ 統計 8 ]   |
| 2021         | <100         | [ 統計 9 ]   |
| 2022         | <100         | [ 統計 10 ]  |
| 2023         | <100         | [ 統計 11 ]  |

## 相鄰車站
九州旅客鐵道（JR九州）
■唐津線
嚴木－岩屋－相知

### 統計數據
1. ↑  佐賀縣統計年鑑
2. ↑  佐賀縣統計年鑑（平成27年度）第12章　運輸及び通信—12.7 鉄道乗降客数及び貨物発着トン数
3. ↑  佐賀縣統計年鑑（平成28年度）第12章　運輸及び通信—12.7 鉄道乗降客数及び
4. ↑   (PDF). 九州旅客鉄道. 2017-07-31  [2017-08-01]. （原始内容 (PDF)存档于2017-08-01）.
5. ↑   (PDF). 九州旅客鉄道.   [2019-03-10]. （原始内容 (PDF)存档于2019-07-06） （日语）.
6. ↑   (PDF). 九州旅客鉄道.   [2018-07-13]. （原始内容存档 (PDF)于2019-12-06） （日语）.
7. ↑  駅別乗車人員上位300駅（2019年度） （页面存档备份，存于），JR九州。
8. ↑  駅別乗車人員上位300駅（2020年度） （页面存档备份，存于），JR九州。
9. ↑  駅別乗車人員上位300駅（2021年度） （页面存档备份，存于），JR九州。
10. ↑  駅別乗車人員上位300駅（2022年度） （页面存档备份，存于），JR九州。
11. ↑   (PDF).   [2025-04-24]. （原始内容存档 (PDF)于2024-09-19）.

## 外部連結
- JR九州岩屋站